# Mszana Dolna
Mszana Dolna este un oraș în Polonia.